# Apertura española
En ajedrez se llama apertura española o apertura Ruy López a la apertura de ajedrez que surge tras los siguientes movimientos (en notación algebraica): 
|       |       |       |       |       |       |       |       |       |  |
|       | a8 rd | b8    | c8 bd | d8 qd | e8 kd | f8 bd | g8 nd | h8 rd |  |
| a7 pd | b7 pd | c7 pd | d7 pd | e7    | f7 pd | g7 pd | h7 pd |       |  |
| a6    | b6    | c6 nd | d6    | e6    | f6    | g6    | h6    |       |  |
| a5    | b5 bl | c5    | d5    | e5 pd | f5    | g5    | h5    |       |  |
| a4    | b4    | c4    | d4    | e4 pl | f4    | g4    | h4    |       |  |
| a3    | b3    | c3    | d3    | e3    | f3 nl | g3    | h3    |       |  |
| a2 pl | b2 pl | c2 pl | d2 pl | e2    | f2 pl | g2 pl | h2 pl |       |  |
| a1 rl | b1 nl | c1 bl | d1 ql | e1 kl | f1    | g1    | h1 rl |       |  |
|       |       |       |       |       |       |       |       |       |  |

1.e4 e5 2.Cf3 Cc6 3.Ab5
Es una apertura abierta y se la conoce como apertura Ruy López, debido a que fue el ajedrecista español Ruy López de Segura quien la popularizó en el siglo XVI. Ha sido objeto de muchos análisis por parte de los teóricos del juego y sus variantes son numerosas.
En general, se considera que da a las piezas blancas una ventaja ligera y duradera.

## Estrategia
Las blancas se preparan para hacer c3 y d4 buscando eliminar el peón e5 de las negras. Con su última jugada se apresuran a enrocar y así disponer de Te1 contra algún intento negro sobre su peón e4 evitando hacer jugadas como c3. Además con su última jugada amenazan con tomar el defensor del peón y lo harán en caso de que las negras no sobreprotejan dicho peón.

## Planteamiento
La Apertura española o Apertura Ruy López (ECO C60-C99) es la gran partida de ajedrez. Todo jugador de ajedrez debe jugar la Española con blancas y con negras. Fue utilizada por el primer campeón del mundo —no oficial—, el español Ruy López de Segura, a comienzos del siglo XVI, y aún hoy se practica con asiduidad tanto entre los aficionados como entre los grandes maestros.
Tiene grandes virtudes. Tras 1.e4 e5 2.Cf3 Cc6, 3.Ab5 no solo desarrolla una pieza, sino que se ataca a la única pieza desarrollada del negro, la única que controla el centro, con lo que a pesar de que en b5 el alfil no controla directamente el centro, sí lo controla indirectamente. Además, si se entra en la línea principal, con 3.... a6 el negro se ve obligado a debilitar el flanco de dama. 
Línea principal
1.e4 e5

2.Cf3 Cc6

3.Ab5
En la Apertura española no hay defensa que asegure a las negras igualdad, pero tampoco hay variante que asegure a las blancas la victoria. Se termina en partidas desequilibradas en las que la pericia del jugador es esencial para ganar. No hay que perderse en la gran cantidad de variantes sino jugar de forma lógica y de acuerdo con los principios de la apertura. 
A partir de aquí existen gran cantidad de jugadas razonables que dan lugar a buenas posiciones y defensas con nombres conocidos. Conviene dividir el estudio de la Apertura española en dos grandes variantes: 
- La apertura española con 3.... a6
- La apertura española sin 3.... a6

## Variantes con 3...a6

### Planteamiento
|       |       |       |       |       |       |       |       |       |  |
|       | a8 rd | b8    | c8 bd | d8 qd | e8 kd | f8 bd | g8 nd | h8 rd |  |
| a7    | b7 pd | c7 pd | d7 pd | e7    | f7 pd | g7 pd | h7 pd |       |  |
| a6 pd | b6    | c6 nd | d6    | e6    | f6    | g6    | h6    |       |  |
| a5    | b5 bl | c5    | d5    | e5 pd | f5    | g5    | h5    |       |  |
| a4    | b4    | c4    | d4    | e4 pl | f4    | g4    | h4    |       |  |
| a3    | b3    | c3    | d3    | e3    | f3 nl | g3    | h3    |       |  |
| a2 pl | b2 pl | c2 pl | d2 pl | e2    | f2 pl | g2 pl | h2 pl |       |  |
| a1 rl | b1 nl | c1 bl | d1 ql | e1 kl | f1    | g1    | h1 rl |       |  |
|       |       |       |       |       |       |       |       |       |  |

La Apertura española con 3.... a6 (ECO C68-C99) es la línea principal que se juega hoy en día. Tiene muchas ventajas para las blancas, ya que debilita la estructura de peones del flanco de dama, pero también para las negras ya que se consigue ganar espacio y ataque en el flanco de dama atacando el alfil blanco. Las posibilidad entre unas y otras están equilibradas, por lo que es la favorita entre los grandes maestros. Hay tres grandes líneas de juego, la Variante del cambio y la retirada del alfil a a4 (sistema Moeller) que a su vez se divide en dos: la Defensa Steinitz diferida y la Defensa Morphy, que se considera la variante principal y es la más estudiada. Por supuesto se puede retirar el alfil a otras partes, como por ejemplo 3.Ac4, pero entonces se entra en las variantes de la Apertura italiana con una jugada de retraso, lo cual es malo; y retirarlo a cualquier otra casilla no solo implica perder una jugada sino poner el alfil en casillas malas.
Línea principal
1.e4 e5

2.Cf3 Cc6

3.Ab5 a6
Según sea la siguiente jugada existen las siguientes variantes: 
- 4.Axc6 (Variante del Cambio)
- 4.Aa4 (Sistema Moeller), la cual cuenta con diferentes variantes defensivas por parte de las negras: 
  - 4...b5 5.Ab3 Ca5 (Defensa noruega)
  - 4...Ac5 (Defensa Clásica Diferida)
  - 4...d6 (Defensa Steinitz Diferida)
  - 4...f5 (Defensa Schliemann Diferida)
  - 4...Cf6 5.0-0
    - 5...b5 6.Ab3 Ab7 (Defensa Arcángel)
    - 5....Ac5 (Defensa Möller)
    - 5...d6 (Defensa rusa)
    - 5...Ae7 (variante cerrada)
    - 5...Cxe4 (variante abierta)
      - 6.d4 b5 7.Ab3 d5 8.dxe5 Ae6
        - 9.De2 Sistema Keres[1]
          - 9...Ae7 10.c4 (Variante Adam)[2]

        - 9.c3 Variante Italiana[3]
        - 9.c3 Ac5 Defensa Italiana[3]
        - 9.c3 Cc5 Defensa Berlín[3]

#### Variante del cambio
|       |       |       |       |       |       |       |       |       |  |
|       | a8 rd | b8    | c8 bd | d8 qd | e8 kd | f8 bd | g8 nd | h8 rd |  |
| a7    | b7 pd | c7 pd | d7    | e7    | f7 pd | g7 pd | h7 pd |       |  |
| a6 pd | b6    | c6 pd | d6    | e6    | f6    | g6    | h6    |       |  |
| a5    | b5    | c5    | d5    | e5 pd | f5    | g5    | h5    |       |  |
| a4    | b4    | c4    | d4    | e4 pl | f4    | g4    | h4    |       |  |
| a3    | b3    | c3    | d3    | e3    | f3 nl | g3    | h3    |       |  |
| a2 pl | b2 pl | c2 pl | d2 pl | e2    | f2 pl | g2 pl | h2 pl |       |  |
| a1 rl | b1 nl | c1 bl | d1 ql | e1 kl | f1    | g1    | h1 rl |       |  |
|       |       |       |       |       |       |       |       |       |  |

La idea fundamental de las blancas en la variante del cambio es cambiar el peón d (blancas) por el peón e (negras) y conseguir una mayoría de peones en el ala de rey, y doblar peones al negro en el ala de dama. Si se consigue esto cuantas menos piezas haya en el tablero mayor será la ventaja del blanco, por lo que en el resto de la partida tratará de hacer cambios iguales. Por su parte, las negras tratarán de evitar cambios, y especialmente tratará de conservar la pareja de alfiles que es la combinación de piezas que va a parar la ventaja del peón de más del blanco. Además las negras tienen más juego en las columnas para sus torres.
1.e4 e5 2.Cf3 Cc6 3.Ab5 a6 4.Axc6
4. .. dxc6
5.0-0
5. .. f6 Línea principal
5. .. Ag4 6.h3 Ah5 Variante Alapín
5. .. Dd6
5.Cc3 Variante Keres
5. .. f6 6.d3
5.d4 exd4 6.Dxd4 Dxd4 7.Cxd4 Variante Aliojin
No hay que tener miedo a la captura del peón central: 1.e4 e5 2.Cf3 Cc6 3.Ab5 a6 4.Axc6 dxc6 5.Cxe5? Dd4! recuperando el peón y con gran juego, por ejemplo: 6.Cf3 Dxe4+ 7.De2 Cf6 8.Cc3 Dxe2+ 9.Cxe2 y sacando cualquiera de los alfiles se controla el centro y se prepara el enroque mientras que las blancas están restringidas.

#### Sistema Moeller
|       |       |       |       |       |       |       |       |       |  |
|       | a8 rd | b8    | c8 bd | d8 qd | e8 kd | f8 bd | g8 nd | h8 rd |  |
| a7    | b7 pd | c7 pd | d7 pd | e7    | f7 pd | g7 pd | h7 pd |       |  |
| a6 pd | b6    | c6 nd | d6    | e6    | f6    | g6    | h6    |       |  |
| a5    | b5    | c5    | d5    | e5 pd | f5    | g5    | h5    |       |  |
| a4 bl | b4    | c4    | d4    | e4 pl | f4    | g4    | h4    |       |  |
| a3    | b3    | c3    | d3    | e3    | f3 nl | g3    | h3    |       |  |
| a2 pl | b2 pl | c2 pl | d2 pl | e2    | f2 pl | g2 pl | h2 pl |       |  |
| a1 rl | b1 nl | c1 bl | d1 ql | e1 kl | f1    | g1    | h1 rl |       |  |
|       |       |       |       |       |       |       |       |       |  |

El Sistema Moeller es la línea principal de la Apertura española. Se mantienen todas las amenazas y se conserva el alfil de casillas blancas. Este alfil es de mucha importancia, sobre todo una vez colocado en b3, tanto es así que se le llama el «alfil español» y hay que conservarlo el mayor tiempo posible. A partir de aquí la partida consiste, para las blancas en conseguir hacer en buenas condiciones d4 —para lo cual es posible que se necesite mucha preparación— Si se consigue un centro fuerte y móvil la partida de las blancas es muy ventajosa. Por su parte, las negras tratarán de luchar contra ese centro móvil controlando el centro con peones y desde lejos con las piezas. Deben procurar, por todos los medios, que tras d5 las blancas se vean obligadas a jugar d3 cerrando el centro. En este caso las posibilidades de las negras aumentan, tanto con el ataque en el ala de dama, que ya tienen iniciado como con la defensa del enroque en el ala del rey, muy difícil para las blancas con el centro cerrado. Aparte de otros, dos son los sistemas básicos para jugar contra el Sistema Moeller la Defensa Steinitz diferida y la Defensa Morphy, que está considerada la variante principal.
Línea principal
1.e4 e5

2.Cf3 Cc6

3.Ab5 a6

4.Aa4

#### Defensa Steinitz moderna
|       |       |       |       |       |       |       |       |       |  |
|       | a8 rd | b8    | c8 bd | d8 qd | e8 kd | f8 bd | g8 nd | h8 rd |  |
| a7    | b7 pd | c7 pd | d7    | e7    | f7 pd | g7 pd | h7 pd |       |  |
| a6 pd | b6    | c6 nd | d6 pd | e6    | f6    | g6    | h6    |       |  |
| a5    | b5    | c5    | d5    | e5 pd | f5    | g5    | h5    |       |  |
| a4 bl | b4    | c4    | d4    | e4 pl | f4    | g4    | h4    |       |  |
| a3    | b3    | c3    | d3    | e3    | f3 nl | g3    | h3    |       |  |
| a2 pl | b2 pl | c2 pl | d2 pl | e2    | f2 pl | g2 pl | h2 pl |       |  |
| a1 rl | b1 nl | c1 bl | d1 ql | e1 kl | f1    | g1    | h1 rl |       |  |
|       |       |       |       |       |       |       |       |       |  |

La Defensa Steinitz moderna aplica las ideas de la Defensa Steinitz que se desarrollan en la Apertura española sin 3.... a6, y sin embargo la posición, ligeramente diferente por 3.... a6 y 4.Aa4, imprime a la partida un carácter totalmente diferente. Por su parte, cada respuesta posible puede llevar a una partida abierta o a una partida cerrada. El blanco tratará de abrir el centro jugando d4 para que el negro cambie exd4, y el negro tratará de impedirlo, o al menos, de no verse obligado a ese cambio sosteniendo el centro con sus piezas. 
La posición inicial parte de 1.e4 e5 2.Cf3 Cc6 3.Ab5 a6 4.Aa4 d6. Las líneas más habituales que siguen son: 
5.c3 Línea principal
5. ..f5 6.exf5 Axf5 7.0-0 Variante Siesta.
5. .. Ad7 6. d4
6. .. Cge7
6. .. g6
5.d4 b5 6.Ab3 Cxd4 7.Cxd4 exd4 8.Ad5 Variante clásica.
5.c4 Variante Duras.
5.Axc6+ Variante del cambio que sigue 5. .. bxc6 6.d4 f6
5.0-0
5.Cc3

#### Defensa Morphy
|       |       |       |       |       |       |       |       |       |  |
|       | a8 rd | b8    | c8 bd | d8 qd | e8 kd | f8 bd | g8    | h8 rd |  |
| a7    | b7 pd | c7 pd | d7 pd | e7    | f7 pd | g7 pd | h7 pd |       |  |
| a6 pd | b6    | c6 nd | d6    | e6    | f6 nd | g6    | h6    |       |  |
| a5    | b5    | c5    | d5    | e5 pd | f5    | g5    | h5    |       |  |
| a4 bl | b4    | c4    | d4    | e4 pl | f4    | g4    | h4    |       |  |
| a3    | b3    | c3    | d3    | e3    | f3 nl | g3    | h3    |       |  |
| a2 pl | b2 pl | c2 pl | d2 pl | e2    | f2 pl | g2 pl | h2 pl |       |  |
| a1 rl | b1 nl | c1 bl | d1 ql | e1 kl | f1    | g1    | h1 rl |       |  |
|       |       |       |       |       |       |       |       |       |  |

La Defensa Morphy de la Apertura española es la línea principal tal y como se juega en la actualidad. Sin duda es la variante más aguda, tanto para las blancas como para las negras. Aparte de otras respuestas buenas, tras 4.Aa4 Cf6 la línea principal continúa con dos variantes básicas: la Defensa Morphy abierta y la Defensa Morphy cerrada dentro de la cual encontraremos el peligroso Ataque Marshall.
Línea principal
1.e4 e5

2.Cf3 Cc6

3.Ab5 a6

4.Aa4 Cf6

##### Defensa Morphy abierta
|       |       |       |       |       |       |       |       |       |  |
|       | a8 rd | b8    | c8 bd | d8 qd | e8 kd | f8 bd | g8    | h8 rd |  |
| a7    | b7 pd | c7 pd | d7 pd | e7    | f7 pd | g7 pd | h7 pd |       |  |
| a6 pd | b6    | c6 nd | d6    | e6    | f6    | g6    | h6    |       |  |
| a5    | b5    | c5    | d5    | e5 pd | f5    | g5    | h5    |       |  |
| a4 bl | b4    | c4    | d4    | e4 nd | f4    | g4    | h4    |       |  |
| a3    | b3    | c3    | d3    | e3    | f3 nl | g3    | h3    |       |  |
| a2 pl | b2 pl | c2 pl | d2 pl | e2    | f2 pl | g2 pl | h2 pl |       |  |
| a1 rl | b1 nl | c1 bl | d1 ql | e1    | f1 rl | g1 kl | h1    |       |  |
|       |       |       |       |       |       |       |       |       |  |

La Defensa Morphy abierta es posible aunque se considera inferior. Quien entre en ella debe de conocer sus recovecos. 
La posición inicial se consigue con 1.e4 e5 2.Cf3 Cc6 3.Ab5 a6 4.Aa4 Cf6 5.0-0 Cxe4 y se puede seguir con:
6.Te1
6.Axc6
6.De2
6.Cc3
6.d4 Línea principal
6. .. exd4 Variante de Riga (Se la considera inferior para el negro)
6. .. b5
7.Cxe5
7.d5
7.Ab3
7. .. d5
8.a4 Cxd4 9. Cxd4 exd4 10.Cc3
8.c4 Gambito Harksen
8.dxe5
8. .. Ce7
8. .. Ae6 Línea crítica
9.c3
9. .. Ae7
10.Cbd2 0-0 11.De2
10.Te1 0-0 11.Cd4 
11. .. Dd7 12.Cxe6 fxe6 13.Txe4
11. .. Cxe5
9. .. Cc5
9. .. Ac5
10.Cbd2 0-0 11.Ac2 Cxf2
10.Dd3
10.Dd3 Ce7
9.Cbd2 Cc5 10.c3 d4 11.Cg5
9.De2 Ae7
10.Td1 0-0 11.c4 bxc4 12.Axc4 Dd7
10.c4

##### Defensa Morphy cerrada
|       |       |       |       |       |       |       |       |       |  |
|       | a8 rd | b8    | c8 bd | d8 qd | e8 kd | f8    | g8    | h8 rd |  |
| a7    | b7 pd | c7 pd | d7 pd | e7 bd | f7 pd | g7 pd | h7 pd |       |  |
| a6 pd | b6    | c6 nd | d6    | e6    | f6 nd | g6    | h6    |       |  |
| a5    | b5    | c5    | d5    | e5 pd | f5    | g5    | h5    |       |  |
| a4 bl | b4    | c4    | d4    | e4 pl | f4    | g4    | h4    |       |  |
| a3    | b3    | c3    | d3    | e3    | f3 nl | g3    | h3    |       |  |
| a2 pl | b2 pl | c2 pl | d2 pl | e2    | f2 pl | g2 pl | h2 pl |       |  |
| a1 rl | b1 nl | c1 bl | d1 ql | e1    | f1 rl | g1 kl | h1    |       |  |
|       |       |       |       |       |       |       |       |       |  |

La Defensa Morphy cerrada es, seguramente, la mejor forma de luchar contra la Española. Tiene la virtud de continuar el desarrollo de las piezas, al tiempo de que se amenaza, ahora sí, capturar el peón de e4. Las blancas tendrán que tomar medidas contra eso, y solo hay cuatro jugadas posibles: 6.Te1, 6.De2, 6.d4 y 6.Cc3 ya que 6.Axc6 es malo.
Línea principal
1.e4 e5

2.Cf3 Cc6

3.Ab5 a6

4.Aa4 Cf6

5.0-0 Ae7

###### Variante principal
|       |       |       |       |       |       |       |       |       |  |
|       | a8 rd | b8    | c8 bd | d8 qd | e8 kd | f8    | g8    | h8 rd |  |
| a7    | b7    | c7 pd | d7 pd | e7 bd | f7 pd | g7 pd | h7 pd |       |  |
| a6 pd | b6    | c6 nd | d6    | e6    | f6 nd | g6    | h6    |       |  |
| a5    | b5 pd | c5    | d5    | e5 pd | f5    | g5    | h5    |       |  |
| a4    | b4    | c4    | d4    | e4 pl | f4    | g4    | h4    |       |  |
| a3    | b3 bl | c3    | d3    | e3    | f3 nl | g3    | h3    |       |  |
| a2 pl | b2 pl | c2 pl | d2 pl | e2    | f2 pl | g2 pl | h2 pl |       |  |
| a1 rl | b1 nl | c1 bl | d1 ql | e1 rl | f1    | g1 kl | h1    |       |  |
|       |       |       |       |       |       |       |       |       |  |

Lo esencial de esta variante es definir el centro de peones, bien bloqueándolos —negro—, bien abriendo el juego —blanco—. En esta variante el caballo de b1 hace un viaje muy característico: Cd2-f1-g3 —en algunos casos e3—. Por último el blanco ataque el ala de dama por medio de a4. El negro tratará de mantener un peón en d5 y jugará Te8-Af8-g6 —o h6— Ag7, etc.
La variante principal continua con 6.Te1 b5 7.Ab3 0-0 8.c3 d6 y luego:
9.d3 Centro Steinitz
9.Ac2
9.a3
9.d4 Ag4
9.h3
9. .. a5 Variante Keres
9. .. Ae6
9. .. Cd7
9. .. Ab7
9. .. h6 Defensa Smyslov
9. .. Cb8 Defensa Bréyer
10. d4 Cbd7
11.Cbd2 Ab7 12.Ac2 c5
11.Ch4
9. .. Ca5 10.Ac2 Línea principal
10. .. c6 11.d4 Dc7 Defensa Rossolimo
10. .. c5 11. d4
11. .. Cc6
11. .. Cd7 Defensa Keres
11. .. Dc7 Defensa Chigorín y sigue 12.Cbd2
12. .. Ad7 13.Cf1 Tfe8 14.Ce3
12. .. Cc6 13.dxc5
12. .. cxd4 13.cxd4

###### Ataque Marshall
|       |       |       |       |       |       |       |       |       |  |
|       | a8 rd | b8    | c8 bd | d8 qd | e8 kd | f8    | g8    | h8 rd |  |
| a7    | b7    | c7 pd | d7    | e7 bd | f7 pd | g7 pd | h7 pd |       |  |
| a6 pd | b6    | c6 nd | d6    | e6    | f6 nd | g6    | h6    |       |  |
| a5    | b5 pd | c5    | d5 pd | e5 pd | f5    | g5    | h5    |       |  |
| a4    | b4    | c4    | d4    | e4 pl | f4    | g4    | h4    |       |  |
| a3    | b3 bl | c3 pl | d3    | e3    | f3 nl | g3    | h3    |       |  |
| a2 pl | b2 pl | c2    | d2 pl | e2    | f2 pl | g2 pl | h2 pl |       |  |
| a1 rl | b1 nl | c1 bl | d1 ql | e1 rl | f1    | g1 kl | h1    |       |  |
|       |       |       |       |       |       |       |       |       |  |

Todo jugador de Española con blancas debe prepararse contra el Ataque Marshall; puede tener la seguridad de que se enfrentará a él en numerosas ocasiones. Tiene la ventaja de que eligen variante, y solo tiene que preparar una de ellas, mientras que el jugador negro debe prepararlas todas. El Ataque Marshall consiste en sacrificar un peón central a cambio de un potentísimo ataque con todas las piezas contra un enroque blanco poco protegido. Presenta líneas muy largas y precisas, y si no se siguen con rigor es fácil caer en posiciones perdidas; tanto con las blancas como con las negras. Aunque el ataque se plantea con 8.... d5 (a diferencia de la variante principal donde se juega 8. .. d6) hasta 11.... c6 las jugadas son, en la práctica, forzadas. El Ataque Marshall fue jugado por primera vez por Frank Marshall en una célebre partida contra Capablanca en el torneo de Nueva York de 1918. Aunque Marshall perdió esa partida el viaje que hace el rey de Capablanca ante el ataque hizo historia.
Con un juego correcto por parte de las blancas las negras quedan en inferioridad, pero hacer un juego correcto es difícil, tanto que se ha visto con frecuencia en la práctica magistral.
La posición de partida del ataque Marshall es pues 1.e4 e5 2.Cf3 Cc6 3.Ab5 a6 4.Aa4 Cf6 5.0-0 Ae7 6.Te1 b5 7.Ab3 0-0 8.c3 d5 y sigue:
9.exd5
9. .. e4
9. .. Cxd5 10.Cxe5 Cxe5
11.d4
11.Txe5
11. .. Cf6 12.d4 Ad6
13.Te1
13.Te2
11. .. c6
12.Te1
12.Axd5 cxd5 13.d4 Ad6 14.Te3
12.d4 Ad6 
13.Te2
13.Te1 Dh4 14.g3 Dh3 15.Ae3 Ag4 16.Dd3 Tae8 17.Cd2 Te6 18.a4 Dh5
Para evitar todas estas variantes se ha inventado un antídoto, la Antimarshall. 
1.e4 e5 2.Cf3 Cc6 3.Ab5 a6 4.Aa4 Cf6 5.0-0 Ae7 6.Te1 b5 7.Ab3 0-0 8.a4 Antimarshall

###### Otras líneas de la variante principal
A partir de 1.e4 e5 2.Cf3 Cc6 3.Ab5 a6 4.Aa4 Cf6 5.0-0 Ae7 sigue:
6.d4 Ataque de centro que sigue con 6. .. exd4 7.e5 Ce4 8.c3
6.Cc3 b5 7.Ab3 d6
6.Axc6
6.De2 Ataque Worrall que sigue 6. .. b5 7.Ab3
7. .. 0-0
7. .. d6
6.Te1
6. .. d6 7.Axc6 bxc6 8.d4
6. .. 0-0 7.c3
6. .. b5 7.Ab3
7. .. Ab7
7. .. d6
8.d4 y continua con 8. .. Cxd4 9.Cxd4 exd4 10.Dxd4 c5
8.h3
8. .. 0-0 9.Cd7
8. .. h6
8. .. Ab7
8. .. Ca5 9.Ac2 c5
8.c3
8. .. Ca5 9.Ac2 c5 10.d4 Dc7
11.h3 Cc6 12.d5 Cb8 13.Cbd2 g5
11.a4

##### Otras continuaciones de la Defensa Morphy cerrada
A partir de 1.e4 e5 2.Cf3 Cc6 3.Ab5 a6 4.Aa4 Cf6 sigue:
5.d3 Variante Anderssen que sigue 5. .. d6 6.c4
5.Cc3 Variante de los cuatro caballos
5.De2 b5 6.Ab3 Ae7 7.d4 d6 8.c3
5.Axc6
5.0-0
5. .. d6 Defensa Steinitz diferida que sigue 6.Axc6+ bxc6 7.d4 Cxe4 8.Te1 f5 9.dxe5 d5 10.Cc3
5. .. Ac5 Defensa Möller
5. .. b5 6.Ab3 
6. .. Ae7 7.a4 Ataque del ala
6. .. d6 7.Cg5 d5 8.exd5 Cd4 9.Te1 Ac5 10.Txe5+ Rf8
6. .. Ab7 Contraataque Arcángel
|       |       |       |       |       |       |       |       |       |  |
|       | a8 rd | b8    | c8 bd | d8 qd | e8 kd | f8    | g8    | h8 rd |  |
| a7    | b7 pd | c7 pd | d7 pd | e7 bd | f7 pd | g7 pd | h7 pd |       |  |
| a6 pd | b6    | c6 nd | d6    | e6    | f6 nd | g6    | h6    |       |  |
| a5    | b5    | c5    | d5    | e5 pd | f5    | g5    | h5    |       |  |
| a4 bl | b4    | c4    | d4    | e4 pl | f4    | g4    | h4    |       |  |
| a3    | b3    | c3    | d3    | e3    | f3 nl | g3    | h3    |       |  |
| a2 pl | b2 pl | c2 pl | d2 pl | e2    | f2 pl | g2 pl | h2 pl |       |  |
| a1 rl | b1 nl | c1 bl | d1 ql | e1    | f1 rl | g1 kl | h1    |       |  |
|       |       |       |       |       |       |       |       |       |  |

#### Defensa Cerrada
Las líneas de las defensa cerrada son las más estudiadas de la Ruy López, aquí las opciones son muy numerosas para cada bando.
- 6.De2 (Ataque Worrall)
- 6.Te1
  - 6...d6 (Variante Averbakh)
  - 6...b5 7.Ab3 0-0 8.c3 d5 (Ataque Marshall)
  - 6...b5 7.Ab3 d6 8.c3 0-0 (línea principal de la variante cerrada)

Después de 1.e4 e5 2.Cf3 Cc6 3.Ab5 a6 4.Aa4 Cf6 5.0-0 Ae7 6.Te1 b5 7.Ab3 d6 8.c3 0-0, tenemos:
- 9.d3 (Variante Pilnik)
- 9.d4 Ag4 (Variante Bogoljubow)
- 9.h3 
  - 9...Ca5 (Variante Chigorin)
  - 9...Ab7 (Variante Zaitsev)
  - 9...Cb8 (Variante Breyer)
  - 9...Cd7 (Variante Karpov)
  - 9...Ae6 (Variante Jolmov)
  - 9...h6 (Variante Smyslov)

|       |       |       |       |       |       |       |       |    |  |
|       | a8 rd | b8    | c8 bd | d8    | e8    | f8 rd | g8 kd | h8 |  |
| a7    | b7    | c7 qd | d7    | e7 bd | f7 pd | g7 pd | h7 pd |    |  |
| a6 pd | b6    | c6    | d6 pd | e6    | f6 nd | g6    | h6    |    |  |
| a5 nd | b5 pd | c5 pd | d5    | e5 pd | f5    | g5    | h5    |    |  |
| a4    | b4    | c4    | d4 pl | e4 pl | f4    | g4    | h4    |    |  |
| a3    | b3    | c3 pl | d3    | e3    | f3 nl | g3    | h3 pl |    |  |
| a2 pl | b2 pl | c2 bl | d2    | e2    | f2 pl | g2 pl | h2    |    |  |
| a1 rl | b1 nl | c1 bl | d1 ql | e1 rl | f1    | g1 kl | h1    |    |  |
|       |       |       |       |       |       |       |       |    |  |

##### Variante Chigorin
La Variante Chigorin, ampliamente recomendada por el maestro Mijaíl Chigorin, es considerada la variante principal de la línea principal de la defensa cerrada en la mayoría de los manuales de esta apertura. Con 9...Ca5 las negras buscan desbloquear su peón de c7 ganando tiempo por la amenaza de cambiar su caballo por el valioso alfil de casillas blancas, el cual suele ser superior al primero en el tipo de posición resultante tras la eventual d4. Después de 10.Ac2 c5 11.d4 la continuación clásica de las negras es 11...Dc7, reforzando e5 y manteniendo indefinidos los peones centrales.
El plan negro suele ser una reincorporación de su caballo al juego ya sea vía c4 o la ruta b7, d8 y f7. Mientras su otro caballo suele jugar a e8 y g7 preparando la ruptura con f5 en el momento oportuno para liberar su juego. Las blancas por su parte suelen llevar su caballo de b1 al flanco de rey pasando d2 y f1 donde se dispone a ubircase en e3 o en g3. Controlando desde ahí casillas centrales importantes (c4, d5 y f5) y especulando con Cf5 e incluso Ch5 cambiando este caballo por el principal defensor del enroque negro, el caballo de f6.

## Variantes sin 3...a6
La Apertura española sin 3.... a6 (ECO C60-C67) es la manera más antigua de jugar esta apertura. Hoy en día esta no es muy popular, debido a las ventajas que tiene ganar espacio en el ala de dama con 3... a6 pero es muy sólida, y si bien no se gana espacio en el ala de dama tampoco se crean debilidades. 
Son aquellas en que en la tercera jugada las negras realizan un movimiento distinto de a6. Los más conocidos son:
- 3. .. d6 (Defensa Steinitz antigua). Sigue 4.d4 Ad7 y luego

5.Cc3 Cf6 6.Axc6
5.c4
- 3. .. g5 (Defensa Brentano)
- 3. .. g6 (Defensa Smyslov, Barnes o Pillsbury)
- 3. .. f5!? (Defensa Schliemann) y sigue 4.Cc3 (Variante Berger)
- 3. .. f6 (Defensa Núremberg)
- 3. .. Ac5 (Defensa Clásica)
- 3. .. Ae7 (Defensa Lucena)
- 3. .. Ca5 (Defensa Pollock)
- 3. .. Cd4 (Defensa Bird). No confundir con la apertura Bird.
- 3. .. Cf6 (Defensa Berlinesa)
- 3. .. Cge7 (Defensa Cozio). El alfil queda atrapado y sigue 4.Cc3 g6 (Variante Paulsen) con la intención de desarrollarlo en fianchetto.
- 3. .. De7 (Defensa Vinogradov)

De las variantes enumeradas en esta sección la defensa Schielmann y la berlinesa son las más populares. Con predominio de la primera entre jugadores de club y la segunda entre grandes maestros.

### Defensa clásica
|       |       |       |       |       |       |       |       |       |  |
|       | a8 rd | b8    | c8 bd | d8 qd | e8 kd | f8    | g8 nd | h8 rd |  |
| a7 pd | b7 pd | c7 pd | d7 pd | e7    | f7 pd | g7 pd | h7 pd |       |  |
| a6    | b6    | c6 nd | d6    | e6    | f6    | g6    | h6    |       |  |
| a5    | b5 bl | c5 bd | d5    | e5 pd | f5    | g5    | h5    |       |  |
| a4    | b4    | c4    | d4    | e4 pl | f4    | g4    | h4    |       |  |
| a3    | b3    | c3    | d3    | e3    | f3 nl | g3    | h3    |       |  |
| a2 pl | b2 pl | c2 pl | d2 pl | e2    | f2 pl | g2 pl | h2 pl |       |  |
| a1 rl | b1 nl | c1 bl | d1 ql | e1 kl | f1    | g1    | h1 rl |       |  |
|       |       |       |       |       |       |       |       |       |  |

La defensa clásica es una de las más antiguas contra la Apertura española. Se conocía ya en el siglo XV. A pesar de que en la actualidad está en desuso es una continuación lógica y con grandes posibilidades. Además, tiene la virtud de que las negras pueden seguir escogiendo variante, tras la respuesta de las blancas. Es relativamente sencillo el desarrollo armónico de las piezas. El inconveniente de esta defensa es que da a las blancas 
el centro ideal, por ello el gambito cordel no es malo, ya que obliga al blanco a declinar o aceptar (observar posición en ambos casos).
La línea clásica sigue con 3. ..Ac5. Así, la posición surge de 1.e4 e5 2.Cf3 Cc6 3.Ab5 Ac5 y sigue:
4.c3
4. .. Cf6 5.0-0 0-0 6.d4 Ab6
4. .. Ab6
4. .. De7
4. .. f5 Gambito Cordel
4.0-0 Cd4 5.b4

### Defensa Schliemann
Este contraataque conduce a un juego agudo donde el cálculo concreto adquiere mayor importancia que la estrategia. Ignorando la amenaza sobre e5 las negras intentan tomar el peón de e4 obteniendo una columna semiabierta para su torre luego de un pronto O-O. Teóricos como Panov han preferido llamarla variante Jaenisch.

### Defensa berlinesa
Una de las variantes más sólidas para el bando negro. Luego  se llega a una posición donde las negras tienen buenas posibilidades de igualar. Esta variante depende más de un buen juego estratégico que de una gran habilidad táctica de ahí que sea la elección de algunos grandes maestros cuando se enfrentan a los programas de ajedrez. Si las negras quieren evitar el cambio de damas puede seguir con: 5...Ae7 6.De2 Cd6 7.Axc6 bxc6 8.dxe5 Cb7 9.Cc3 0-0 10.Te1 Cc5 11.Cd4 Ce6 12.Ae3 Cxd4 13.Axd4 c5 variante conocida como Río de Janeiro.
La defensa berlinesa parte de la posición 1.e4 e5 2.Cf3 Cc6 3.Ab5 Cf6. Se desarrolla rápidamente el caballo de g preparando el enroque.
4.0-0
4. .. Ac5
4. .. d6 Variante cerrada y sigue 5.d4
5. .. Cd7
5. .. Ad7 6.Cc3
6. .. exd4
6. .. Ae7
7.Te1 0-0
7.Ag5
7.Axc6
4. .. Cxe4 Variante abierta y sigue 5. d4
5. .. Cd6 6.Aa4
5. .. a6
5. .. Ae7
6.dxe5
6.De2
6. .. d5
6. .. Cd6 7.Axc6 bxc6 8.dxe5
8. .. Cf5
8. .. Cb7
9.Cc3 0-0 10.Te1 Cc5 11.Cd4 Ce6 12.Ae3 Cxd4 13.Axd4 c5 Defensa Río de Janerio o Brasileña
9.c4
9.b3
9.Cd4
4. d3
4. .. Ac5 5.Ae3
4. .. Ce7 5.Cxe5 c6
4. .. d6
5.Axc6+
5.c4
4.d4 exd4 5.0-0

### Defensa Bird
|       |       |       |       |       |       |       |       |       |  |
|       | a8 rd | b8    | c8 bd | d8 qd | e8 kd | f8 bd | g8 nd | h8 rd |  |
| a7 pd | b7 pd | c7 pd | d7 pd | e7    | f7 pd | g7 pd | h7 pd |       |  |
| a6    | b6    | c6    | d6    | e6    | f6    | g6    | h6    |       |  |
| a5    | b5 bl | c5    | d5    | e5 pd | f5    | g5    | h5    |       |  |
| a4    | b4    | c4    | d4 nd | e4 pl | f4    | g4    | h4    |       |  |
| a3    | b3    | c3    | d3    | e3    | f3 nl | g3    | h3    |       |  |
| a2 pl | b2 pl | c2 pl | d2 pl | e2    | f2 pl | g2 pl | h2 pl |       |  |
| a1 rl | b1 nl | c1 bl | d1 ql | e1 kl | f1    | g1    | h1 rl |       |  |
|       |       |       |       |       |       |       |       |       |  |

La defensa Bird se aparta de la lógica de la Apertura española, pero precisamente por eso es una línea a considerar, ya que quien ha elegido la Española no se suele encontrar cómodo en líneas que no siguen su esquema básico. Tiene un defecto, y es que se mueve dos veces un caballo, y además va a ser capturado y tendrá un peón doblado. A cambio se dificulta el desarrollo de las blancas, sobre todo del alfil de casillas blancas, y se consigue un buen centro. Se caracteriza por la continuación 3. .. Cd4
Así, la línea principal se obtiene con 1.e4 e5 2.Cf3 Cc6 3.Ab5 Cd4 y luego las continuaciones que siguen son:
4.Cxd4 exd4 5.0-0
5. .. Ac5
5. .. c6
4.Ac4 Cxf3 5.Dxf3 Df6